# Carl Muhsal
Carl Muhsal (* 13. Februar 1899 in Elberfeld; † 25. April 1962 in Plettenberg) war ein deutscher Politiker (KPD).

## Leben und Wirken
Muhsal wurde 1899 als Sohn einer evangelischen Familie aus Elberfeld geboren. Als junger Mann betätigte er sich als Gemeindearbeiter in Barmen. 1917 heiratete er und nach dem Ersten Weltkrieg trat er in die Kommunistische Partei Deutschlands (KPD) ein.
Für seine Partei wurde Muhsal bei den Reichstagswahlen vom September 1930 als Kandidat für den Wahlkreis 23 (Düsseldorf West) in den Berliner Reichstag gewählt. Im Juli und im November 1932 kandidierte Muhsal erfolgreich für den Wahlkreis 22 (Düsseldorf Ost), so dass er insgesamt vom September 1930 bis zu den Märzwahlen des Jahres 1933 Mitglied des deutschen Parlamentes war. 1940 wurde er zur Wehrmacht einberufen. Nach der Kriegsgefangenschaft arbeitete er wieder im heimischen Betrieb in Plettenberg, war jedoch nicht mehr politisch tätig.
Carl Muhsal starb am 25. April 1962 in Plettenberg.